# Bernd Stöcker
Bernd Stöcker (* 17. August 1952 in Bremen) ist ein zeitgenössischer deutscher Bildhauer, Plastiker und Grafiker, der seit dem Jahr 1983 freischaffend tätig ist. Sein Arbeitsschwerpunkt sind figürliche Arbeiten in Bronze und Stein.

## Leben
Bernd Stöcker studierte ab 1974 Erziehungswissenschaft und bildnerisches Gestalten bei Detlef Birgfeld und Bildhauerei bei Ulrich Rückriem in Hamburg, bevor er sich 1977 dem Studium der freien Bildhauerei an der Staatlichen Akademie der Bildenden Künste Stuttgart bei Alfred Hrdlicka zuwandte.
Seit 1982 führen ihn regelmäßige Reisen an die Atlantikküste bei Bordeaux. In den Jahren 2004 bis 2005 nahm er einen Lehrauftrag bei Professur für Bildhauerei an der Akademie der Bildenden Künste Nürnberg wahr.
Bernd Stöcker lebt und arbeitet in Triftern, Niederbayern. Er ist mit der Malerin und Bildhauerin Ingrid Baumgärtner verheiratet. Das Paar hat drei Kinder.

## Auszeichnungen
- 1999: Prix Sandoz, Salon d’Automne, Paris
- 2000: Prix Victoire Sur Socle, Versailles

## Werk

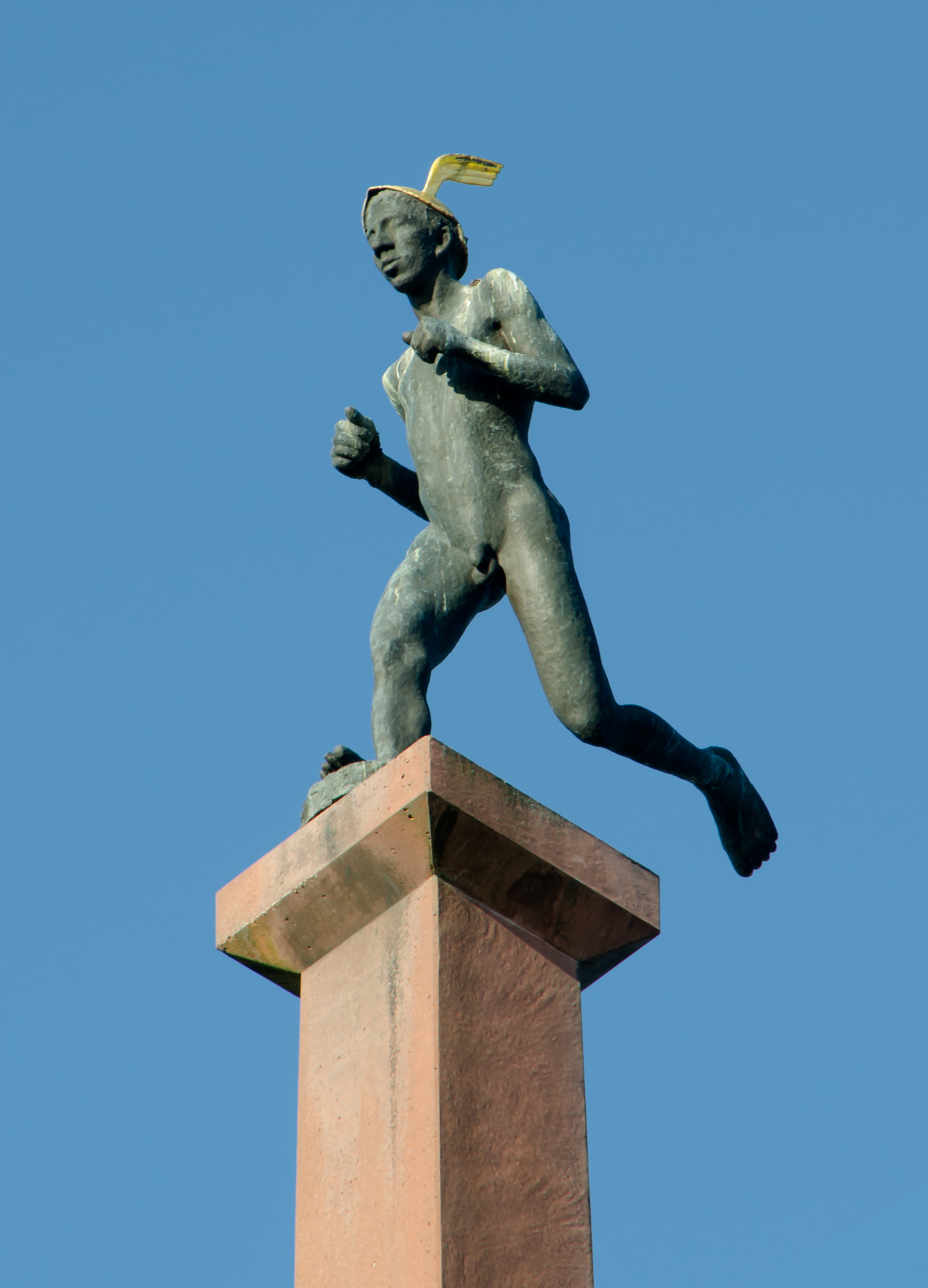
Merkur in Hamburg-Rahlstedt

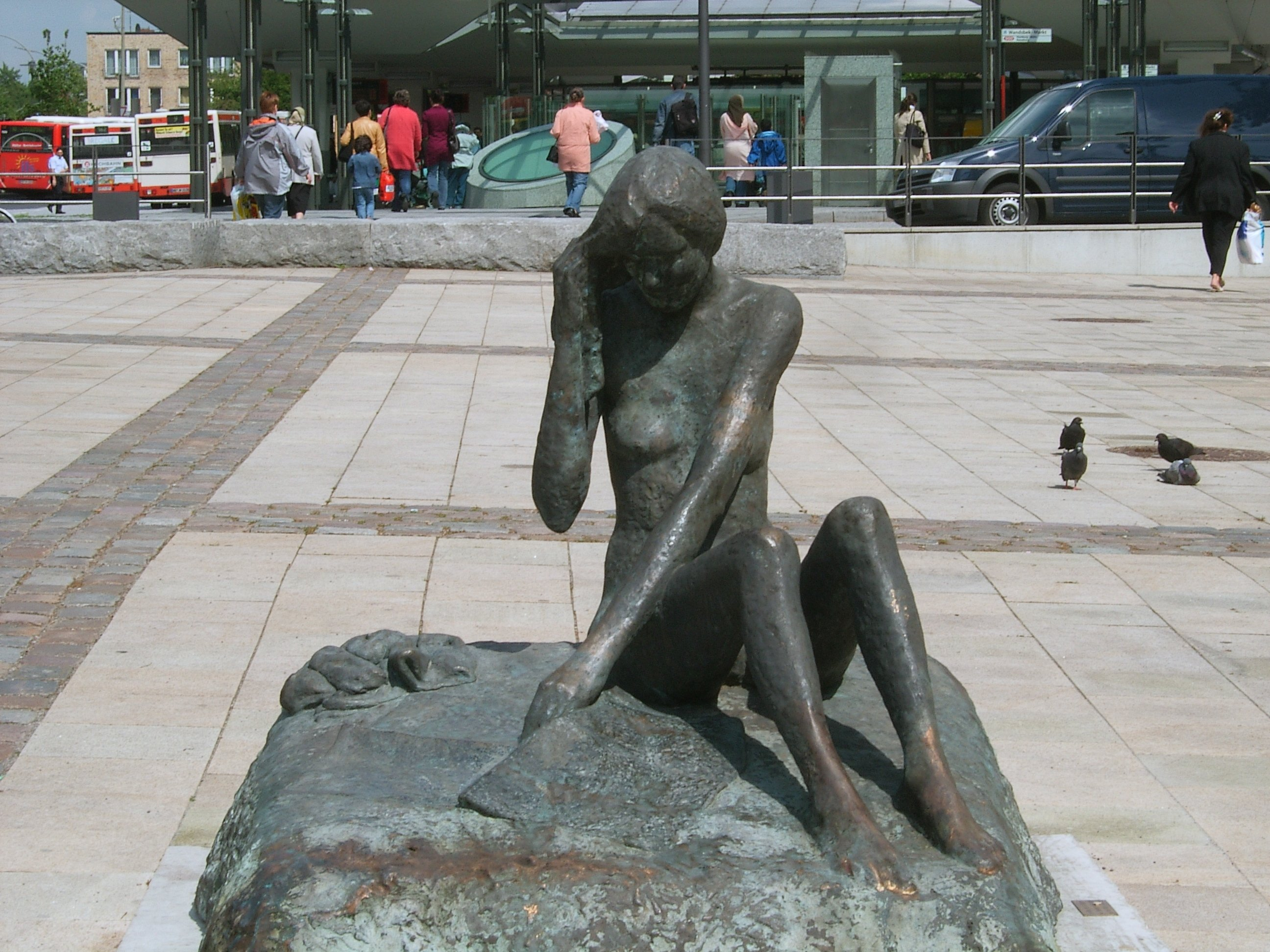
Zeitungslesende am Strand in Hamburg-Wandsbek

Bernd Stöckers Werke sind in verschiedenen deutschen Städten im öffentlichen Raum und in Sakralbauten vertreten:
- 1982: Mein Großvater, Hamburg, Kulturbehörde Hamburg
- 1979: Eva, Hamburg-Rahlstedt, Ortsamt Rahlstedter Straße 151-157 (2010 gestohlen)
- 2011: Eva (Replik von 1979), Hamburg-Rahlstedt, Schweriner Straße 14/Bei den Wandseterrassen[1]
- 1984: Eva, Stuttgart, Uhlandshöhe (2012 gestohlen und wahrscheinlich zerstört. Vom Künstler nach knapp 3 Jahren wieder erschaffen u. feierlich wieder aufgestellt. Bruchstücke der gestohlenen Skulptur konnten von der polnischen Polizei kurze Zeit nach dem Raub sichergestellt werden.)
- 1984: Ingrid, aufgestellt 1991 in Puchheim bei München, Sprengerinstraße
- 1985: Menschenpaar, Esslingen am Neckar, Galerie der Stadt Esslingen
- 1988: Christusfigur, Giengen an der Brenz, Heilig-Geist-Kirche
- 1989: Lukasfigur, Schwäbisch Hall, Lukaskirche, Hauffstraße 60
- 1990: Matthias Claudius, Hamburg-Rahlstedt, Ortsteil Oldenfelde, Wolliner Str. 98[2]
- 1991: Gedenkstein für das Strafbataillon BW999, Stetten am kalten Markt, Heuberg
- 1992: Zeitungslesende am Strand, Hamburg-Wandsbek, Marktplatz
- 1993: Mutter und Kind, Hamburg-Eilbek, Maxstraße/Auenstraße
- 1993: Merkursäule (20 m hoch), Hamburg-Rahlstedt, Merkurpark[3]
- 1994: Ikarus, Puchheim bei München, Gewerbepark Süd
- 1996: Marienfigur, München-Mitte, Deutsches Herzzentrum München, Ökumenische Kapelle, Lazarettstraße
- 1997: Altar, Ambo, Tabernakel, Taufstein und Kreuzweg, St. Teresa, Heidelberg-Ziegelhausen
- 1998/99: Christusfigur, Mannheim-Käfertal, Hildegardkirche, Dürkheimer Straße 88
- 2001: Matthias Claudius, Hamburg-Wandsbek, Marktplatz
- 2002: Christopherus, Heidelberg, auf der Neckarbrücke zwischen Ziegelhausen und Schlierbach
- 2002: Christophorus auf der Grabstätte von Stöckers Eltern auf dem Friedhof in Hamburg-Rahlstedt[4]
- 2003: Eliasfigur, Heidelberg-Ziegelhausen, St. Laurentius, Mühlweg 11
- 2004: Vesper im Weinberg, Wiesloch, Verkehrskreisel am Häusleäcker
- 2009: Werner Otto, Hamburg-Poppenbüttel, Alstertal-Einkaufszentrum

## Ausstellungen
- Renaissance der Figur, 23. April – 14. Mai 2005 in Nürnberg (Maxtorhof), zusammen mit Alfred Hrdlicka, Christian Höpfner, Hubertus von Pilgrim und Hans Wimmer
- Figur als Widerstand, 1. bis 23. Juni 2013, Open-Air-Schau am Jungfernstieg, Hamburg, zusammen mit Alfred Hrdlicka und Werner Stötzer